# Plectromerus dentipes
Plectromerus dentipes là một loài bọ cánh cứng trong họ Cerambycidae.